# 2094
Năm 2094. Trong lịch Gregory, nó sẽ là năm thứ 2094 của Công nguyên hay của Anno Domini; năm thứ 94 của thiên niên kỷ thứ 3 và của thế kỷ 21; và năm thứ năm của thập niên 2090.